# Jean-Dominique Bauby
Jean-Dominique Bauby (Párizs 14. kerülete, 1952. április 23. – Garches, 1997. március 9.) francia újságíró, az Elle divatmagazin munkatársa és szerkesztője volt.

## Pályája
Bauby Párizs 14. kerületében született, és Párizs 1. kerületében nőtt fel, a Rue du Mont-Thaboron, a Tuileriák kertjétől északra, abban az épületben lakott, ahol Alfred de Musset lakott.
Újságírói pályafutását a Combatnál, illetve utódjánál a Le Quotidien de Parisnál kezdte 1974-ben. Az első cikke a Combatnál 22 évesen jelent meg, épp aznap, amikor Georges Pompidou köztársasági elnök meghalt április 2-án. 28 évesen a Le Matin de Paris című napilap főszerkesztőjévé léptették elő, majd a Paris Match kulturális rovatának szerkesztője lett. Ezután csatlakozott az Elle szerkesztőségéhez, majd később a magazin főszerkesztője lett.
Bauby tíz éven át volt kapcsolatban Sylvie de la Rochefoucauld-val. Egy közös fiuk és egy lányuk született. Különváltak, amikor a férfi kapcsolatot kezdett Florence Ben Sadounnal, aki szintén az Elle újságírója volt.

## Emlékirat
1995. december 8-án, 43 éves korában Bauby sztrókot kapott, miközben a fiát vitte egy színházi estre. Amikor húsz nappal később a kórházban felébredt, már csak a bal szemhéjával tudott pislogni. Locked-in-szindrómája volt, amelyben a szellemi képességek épek maradnak, de a test nagy része megbénul. Bauby esetében a szája, a karjai és a lábai lebénultak, és a sztrókot követő első 20 hétben 27 kilogrammot veszített a súlyából.
Az agyvérzése előtt Bauby szerződést írt alá egy könyv megírására. Logopédusa, Sandrine Fichou egy 26 betűs ábécét állított össze a használat gyakorisága szerint, hogy diktálni tudjon. Claude Mendibilt, egy szellemírót és szabadúszó könyvszerkesztőt küldte kiadója, Robert Laffont, hogy vegye fel a diktálást egy partneri szkennelésnek nevezett rendszer segítségével. Addig mondogatta az ábécét, amíg Bauby a megfelelő betűre pislogott, és két hónapon át, napi három órát dolgozva, a hét minden napján, betűről betűre rögzítette a 130 oldalas kéziratot.
Az így született könyv, Le scaphandre et le papillon 1997. március 7-én, pénteken jelent meg. Ezután Európa-szerte első számú bestseller lett, és az összesített eladásai mára milliós nagyságrendűek. Bauby 44 éves korában, két nappal könyve megjelenése után váratlanul tüdőgyulladásban meghalt. A franciaországi Párizsban, a Père-Lachaise temetőben, családi sírban nyugszik.

## Filmek
Néhány nappal Bauby halála után a Bouillon de culture bemutatta a könyvet, valamint Jean-Jacques Beineix Assigné à résidence című rövid dokumentumfilmjét Baubyról a Hôpital maritime de Berckben, az író és szerkesztő Claude Mendibil és Bauby élettársa, Florence Ben Sadoun részvételével.
2007-ben Julian Schnabel festőművész és rendező megjelentette a Le Scaphandre et le Papillon filmváltozatát, amelyet Ronald Harwood adaptált filmvászonra. A főszerepben Mathieu Amalric alakította Bauby-t. A filmet a kritikusok nagyra értékelték, a cannes-i filmfesztiválon a legjobb rendezés díját, a legjobb idegen nyelvű filmnek és a legjobb rendezőnek járó Golden Globe-díjat, valamint négy Oscar-jelölést kapott.
A filmet Bauby legközelebbi baráti köre bírálta, mivel nem hű az eseményekhez, és elfogult volt élettársa, Sylvie de la Rochefoucauld javára. Kései élettársát, Florence Ben Sadount úgy ábrázolták, mint aki az agyvérzése után elkerüli őt, bár a valóságban gyakran látogatta a Berck-sur-Mer-i kórházban, ahol utolsó napjaiban élt. Bauby emlékirataiban feljegyzi látogatásait. Beth Arnold a Salon.com-tól megjegyzi:
A film állítólag „igaz történeten alapul”, ami természetesen Bauby könyvéből származik. A probléma az, hogy a tényszerűen pontos, a locked-in-szindrómán keresztül vezető utazás és a film számára kitalált személyes élet keveredése olyan valós embereket érintett, akik intenzíven részt vettek Bauby életében a balesete előtt és után. Most néhány közeli barátja úgy érzi, hogy a film örökre elhomályosítja az életéről szóló igazságot. Attól tartanak, hogy a művészet és a valóság ütközése olyan revizionista történelmet hozott létre, amelyet a filmnézők világszerte elfogadnak, és ez marad meg a kollektív kulturális emlékezetben. Most először beszélnek erről nyilvánosan. Ahogy Bauby egyik barátja mondja: „Itt az igazi történet. A film. És az Új Igazi Történet.”

## Magyarul megjelent
- Szkafander és pillangó (Le scaphandre et le papillon) – Park, Budapest, 2008 · ISBN 9789635308132 · Fordította: V. Deák Éva

## Fordítás
- Ez a szócikk részben vagy egészben  a   Jean-Dominique Bauby című angol Wikipédia-szócikk ezen változatának fordításán alapul.  Az eredeti cikk szerkesztőit annak laptörténete sorolja fel. Ez a jelzés csupán a megfogalmazás eredetét és a szerzői jogokat jelzi, nem szolgál a cikkben szereplő információk forrásmegjelöléseként.